# Aromia bungii
Aromia bungii (лат.) — вид жуков из семейства усачей.

## Описание
Жуки длиной тела 20-40 мм с красной переднеспинкой с чёрной окантовкой по переднему и заднему краю и чёрными надкрыльями. У формы Aromia bungii cyanicornis переднеспинка — чёрная. Личинки последней стадии развития имеют длину 42-52 мм.

## Биология
Является опасным вредителем косточковых плодовых деревьев рода Prunus, кроме того могут развиваться на видах Diospyros и Salix. Личинки проделывают ходы в стволах древесных растений, питаются камбием, флоэмой и внешней заболонью. Жуки повреждают преимущественно стволы и ветви плодовых деревьев. Плодовитость составляет 400—600 яиц, самка откладывает яйца в трещины внешней коры в течение трех недель. Продолжительность жизни жуков при условии получения дополнительного питания составляет два-три месяца.

## Распространение
Встречается в восточной Азии и широко распространен в Китае, Монголии, на Корейском полуострове, во Вьетнаме и на Дальнем Востоке России. Завезен в Японию, Великобританию, Испанию, Италию и Германию и США.